# 布凯里
布凯里（義大利語：Buccheri），是意大利锡拉库萨省的一个市镇。总面积57.43平方公里，人口2147人，人口密度37.4人/平方公里（2009年）。ISTAT代码为089003。